# YOKOHAMA LAGOON
YOKOHAMA LAGOON（ヨコハマ・ラグーン）は、FMヨコハマにて2019年10月7日から放送されているラジオ番組である。

## 概要
メインパーソナリティは横浜妙深寺住職 長松清潤が担当している。
キャッチフレーズは「いってらっしゃい！　良い一週間を！」
仏教の視点から、リスナーのお悩み相談に回答したり、長松清潤が興味を持っている日常の話題を話すことが多い。
「ボウズワード」という仏教から派生した日常で使われる言葉を紹介するコーナーがある。

## オープニングのキャッチフレーズ
おはようございます。横浜ラグーンにようこそ。横浜妙深寺住職長松清潤です。
この番組はこれから世界に出航する皆様に安らぎとエネルギーをお届けするエンパワーメントプログラムです。時代の激しい波の中、免疫力をアップして心も身体も健康に、元気や勇気の湧いてくる番組をお送りしたいと思います。

## 番組概要

### 現在の番組概要
いってらっしゃい！　良い1週間を！
横浜ラグーンは、水曜日の早朝、世界へ出航する皆さまに、安らぎとエネルギーをお届けするエンパワーメントプログラムです。
バージョンアップした「横浜ラグーン」では、毎週、横浜ラグーンらしいスペシャリストの方々をお招きして、健康やライフスタイル、エネルギーチャージの秘訣や、ヒントに溢れた素敵な考え方など、様々なお話を伺ってゆきます。
大人気の「ボウズワード」もお聴き逃しなく！
穏やかなラグーンで元気や勇気をチャージ！
心と体の免疫力をアップしていただきたいと思います。

### 番組放送当初の番組概要
世界と日本を繋ぐ国際都市横浜に生まれた天然の入江。それが「横浜ラグーン」。
月曜日の朝、この穏やかなラグーンでチャージ＆リラックスしていただきたい。一週間の出航前にお伝えしたい「大切な言葉」があります。
現役の看護師でもある今注目の女優松原奈佑、そして世界を舞台に活動する「空飛ぶお坊さん」横浜妙深寺住職長松清潤がお届けするエンパワーメントプログラムが輝く未来に向けて始動します。

## 出演者

### パーソナリティ
現在
- 長松清潤

過去
- 松原奈佑

※番組放送開始から、2020年4月まで現メインパーソナリティ長松清潤とダブルMCであった。

## 過去放送の主なゲスト
- 白井貴子(2020年11月23日、2022年1月19日、2023年2月22日、3月1日)
- 加藤登紀子(2020年11月30日、2022年12月7日）

### 「魂のリレー」ゲスト
- 研ナオコ（2020年5月4,11日）
- 梅沢富美男（2020年５月18,24日）
- 池田明子（フィロソフィスト）（2020年6月1日）
- 阿木燿子（2020年6月8,15日）
- 宇崎竜童（2020年6月22,29日）
- 美川憲一（2020年7月6,13日）
- 田中律子（2020年7月20,27日）
- さだまさし（2020年8月3,10日）
- 加山雄三（2020年8月17,24日）
- （株）ユニゾン代表 大竹亮輔・溝口航平（2020年8月31日、9月7日）
- 岩城滉一（2020年9月21,28日）
- ヒロミ（2020年10月5,12日）
- 齋藤学（2020年10月26日、11月2日）
- 千本倖生（2020年11月9日）
- 蓑田秀策（2020年11月16日）
- 白井貴子（2020年11月23日）
- 加藤登紀子（2020年11月30日）

## 放送時間
現在
- 水曜 5:30 - 6:00（2021年4月7日 - ）

過去
- 月曜 5:30 - 6:00（2019年10月7日 - 2021年3月29日）[1]

## 主なコーナー

### フリートーク
メインパーソナリティ長松清潤によるフリートーク。主に社会で起きた旬の出来事や、長松清潤が体験した出来事について、仏教的な視座から述べることが多い。下記のお手紙コーナーと入れ替わりで行われる。
ゲスト回については、ゲストと長松清潤のフリートークが行われる。

### お手紙コーナー
リスナーから寄せられたお悩み相談に答えるコーナー。主に隔週で行われる。

### ボウズワード
仏教用語から派生した日常生活で使われる言葉を紹介するコーナー。毎週放送される。

### 告知
メインパーソナリティ長松清潤が住職を務める妙深寺のイベントを告知することが多い。主に番組終盤で告知される。

## 公開収録
「みなとみらい KINGDOM WINTER 2019」
2019/12/14(土) 14:30~15:00
クイーンズスクエア横浜 1F クイーンズサークルにて

### 出演者
長松清潤、松原奈佑、白井貴子、喜多一郎